# جیرجیرک پشت‌سپری دروغین رنتز
جیرجیرک پشت‌سپری دروغین رنتز (نام علمی: Aroegas rentzi) نام یک گونه از تیره جیرجیرک‌های بیشه است.